# Henry Berndtsson
Karl Henry Berndtsson (i riksdagen kallad Berndtsson i Bua), född 22 september 1905 i Kristine församling i Göteborg, död 25 januari 2001 i Skredsviks församling i Västra Götalands län, var en svensk lantbrukare och politiker (folkpartist).
Henry Berndtsson, som kom från en bondesläkt, var lantbrukare i Bua i Skredsviks landskommun, där han också var kommunalfullmäktiges ordförande 1963–1970. Han var också arbetsutskottets ordförande för folkpartiets länsförbund i Bohuslän 1965–1975.
Han var riksdagsledamot 1965–1973 för Göteborgs och Bohus läns valkrets (1965–1970 i andra kammaren). I riksdagen var han bland annat suppleant i jordbruksutskottet 1965–1973. Han var bland annat engagerad i jordbruks- och fiskepolitik samt trafikfrågor.